# Farges-en-Septaine
Farges-en-Septaine – miejscowość i gmina we Francji, w Regionie Centralnym, w departamencie Cher.
Według danych na rok 1990 gminę zamieszkiwało 691 osób, a gęstość zaludnienia wynosiła 28 osób/km² (wśród 1842 gmin Regionu Centralnego Farges-en-Septaine plasuje się na 550. miejscu pod względem liczby ludności, natomiast pod względem powierzchni na miejscu 502.).